# グレッグ郡 (テキサス州)
グレッグ郡（英: Gregg County）は、アメリカ合衆国テキサス州の北東部に位置する郡である。人口は12万4239人（2020年）。郡庁所在地はロングビューであり、同郡で人口最大の都市である。郡名は南北戦争時の南軍の将軍で、戦中に戦死したジョン・グレッグに因んで名付けられた。
グレッグ郡は、ロングビュー都市圏に属し、さらにロングビュー・マーシャル広域都市圏にも入っている。

## 歴史
グレッグ郡は1873年に創設された。この年にテキサス州議会が招集されたとき、アップシャー郡選出の民主党議員B・W・ブラウンが、ハリソン郡、ラスク郡およびアップシャー郡の一部を合わせて新しい郡を設立する法案を提出した。ブラウンの提案では、新郡はロアノーク郡と名付けられ、ロングビューが郡庁所在地になることになっていた。この郡名は後に、テキサス州の指導者で南軍の将軍だったジョン・グレッグに因むものに変更され、郡庁所在地は住民投票で決定された。ハリソン郡とラスク郡は郡域が削られることに抵抗した。グレッグ郡ができたときは面積143平方マイル (370 km2) であり、サビーン川が南の郡境だった。1874年4月、ラスク郡内にあったサビーン川より南の地域、141平方マイル (365 km2) が付加された。ハリソン郡内にあった候補地 145平方マイル (376 km2) が譲られることは無かった。
1953年から1957年までテキサス州検事総長を務めたジョン・ベン・シェパードが、グレッグ郡内の生誕地グレイドウォーター近くで牧場を経営していた。シェパードは1949年の短期間、グレッグ郡政委員も務めていた。

## 地理
アメリカ合衆国国勢調査局に拠れば、郡域全面積は276平方マイル (714.8 km2)であり、このうち陸地274平方マイル (709.7 km2)、水域は2平方マイル (5.2 km2)で水域率は0.85%である。

### 主要高規格道路
- 州間高速道路20号線
- アメリカ国道80号線
- アメリカ国道259号線
- アメリカ国道271号線
- テキサス州道31号線
- テキサス州道42号線

### 隣接する郡
- アップシャー郡 - 北
- ハリソン郡 - 東
- ラスク郡 - 南
- スミス郡 - 西

## 人口動態
以下は2000年国勢調査による人口統計データである。
| 基礎データ - 人口: 111,379人 - 世帯数: 42,687 世帯 - 家族数: 29,667 家族 - 人口密度: 157人/km2（406人/mi2） - 住居数: 46,349軒 - 住居密度: 65軒/km2（169軒/mi2） 人種別人口構成 - 白人: 72.89% - アフリカン・アメリカン: 19.86% - ネイティブ・アメリカン: 0.52% - アジア人: 0.63% - 太平洋諸島系: 0.02% - その他の人種: 4.55% - 混血: 1.49% - ヒスパニック・ラテン系: 9.14% 年齢別人口構成 - 18歳未満: 26.7% - 18-24歳: 10.3% - 25-44歳: 29.2% - 45-64歳: 21.5% - 65歳以上: 13.2% - 年齢の中央値: 35歳 - 性比（女性100人あたり男性の人口） - 総人口: 93.8 - 18歳以上: 90.4 | 世帯と家族（対世帯数） - 18歳未満の子供がいる: 33.5% - 結婚・同居している夫婦: 52.0% - 未婚・離婚・死別女性が世帯主: 13.5% - 非家族世帯: 30.5% - 単身世帯: 26.1% - 65歳以上の老人1人暮らし: 10.5% - 平均構成人数 - 世帯: 2.54人 - 家族: 3.06人 収入と家計 - 収入の中央値 - 世帯: 35,006米ドル - 家族: 42,617米ドル - 性別 - 男性: 33,186米ドル - 女性: 21,432米ドル - 人口1人あたり収入: 18,449米ドル - 貧困線以下 - 対人口: 15.1% - 対家族数: 12.0% - 18歳未満: 20.5% - 65歳以上: 11.4% |

## 都市と町
- ロングビュー、一部はハリソン郡内 - 郡庁所在地
- キルゴア、一部はラスク郡内
- クラークスビルシティ
- イーストン、一部はラスク郡内
- エルダービル、未編入の町、一部はラスク郡内
- グレイドウォーター、一部はアップシャー郡内
- ジャドソン、未編入の町
- レイクポート
- リバティシティ、未編入の町
- シャイロー、未編入の町
- ウォーレンシティ、一部はアップシャー郡内
- ホワイトオーク

## 教育
グレッグ郡の公共教育は下記の独立教育学区が管轄している。
- グレイドウォーター独立教育学区、一部はスミス郡とアップシャー郡
- キルゴア独立教育学区、一部はラスク郡
- ロングビュー独立教育学区
- パインツリー独立教育学区
- サビーン独立教育学区
- スプリングヒル独立教育学区
- ホワイトオーク独立教育学区

## グレッグ郡のギャラリー

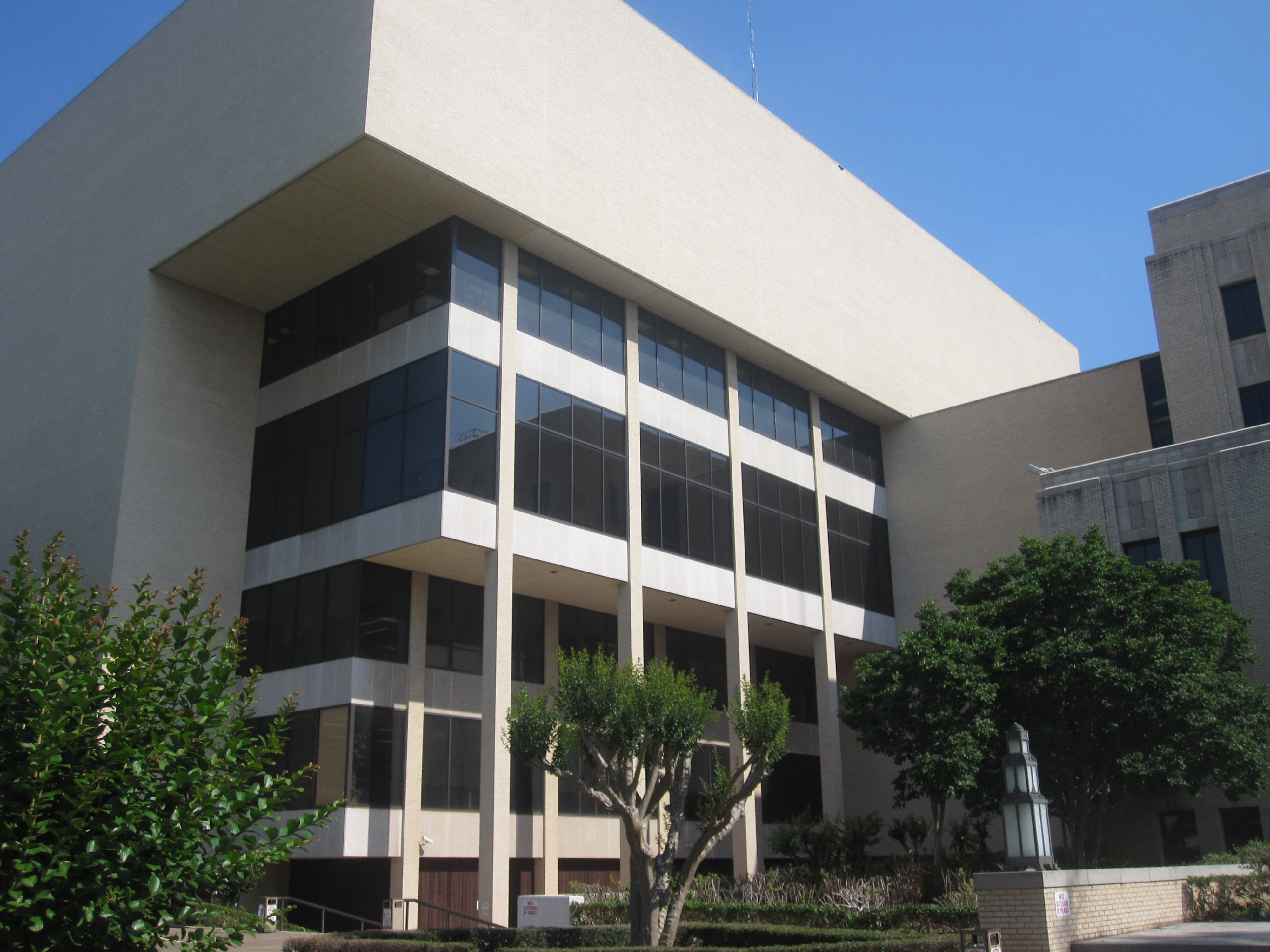
グレッグ郡庁舎の別館
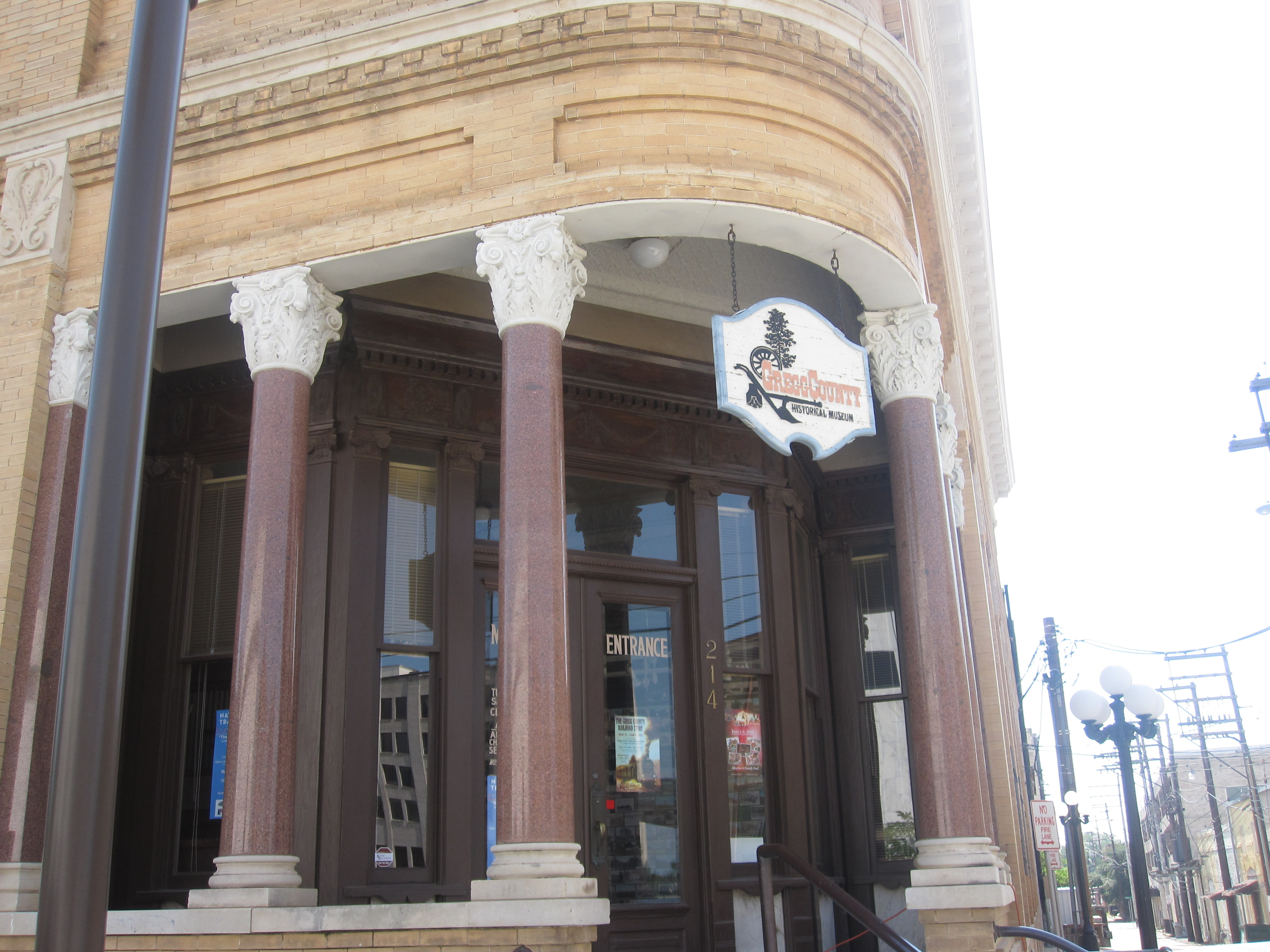
グレッグ郡歴史博物館、ロングビュー市の歴史地区にある
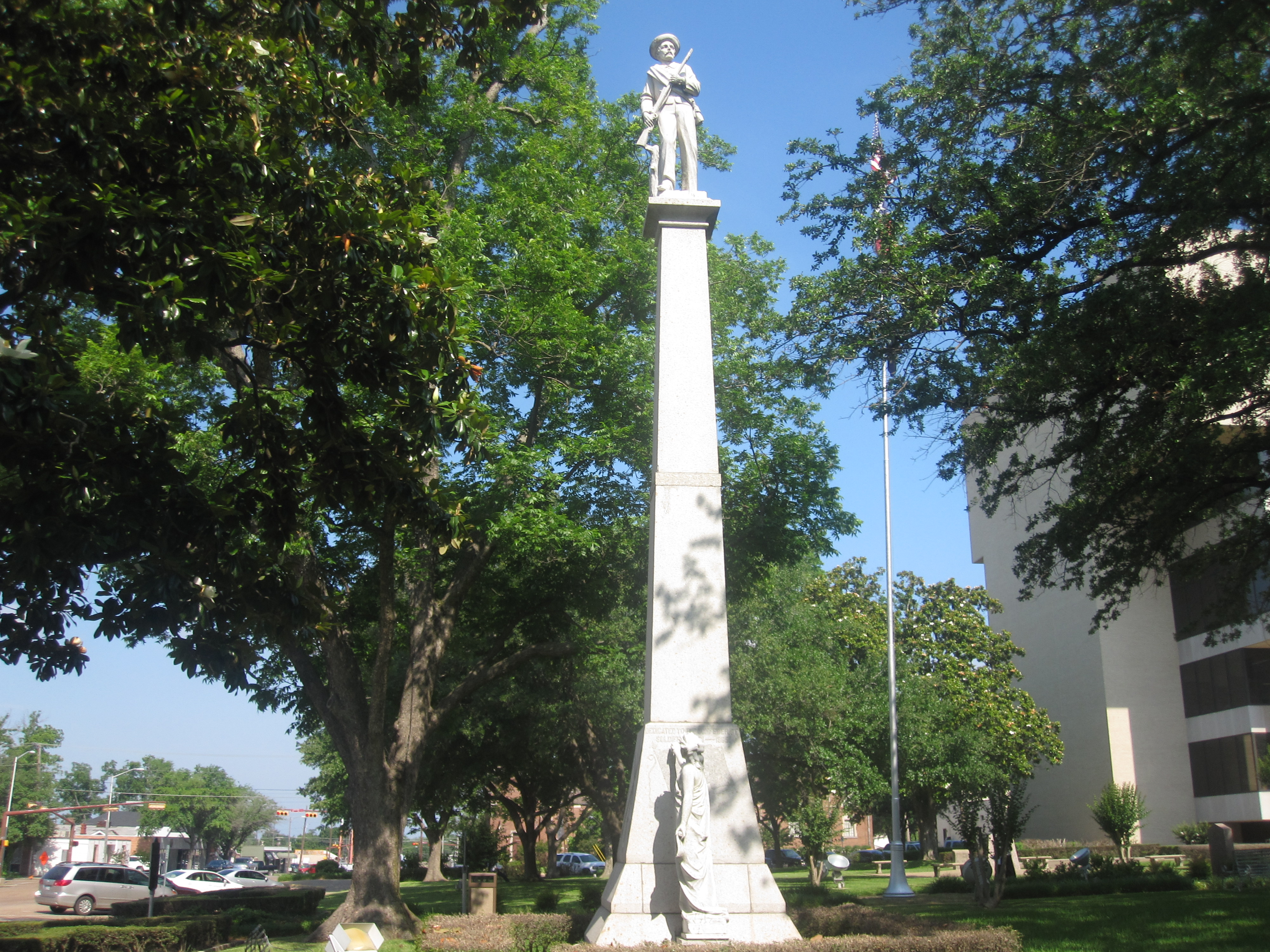
ロングビュー市のグレッグ郡庁舎前にある南軍兵記念碑